# Campeonato Mundial de Atletismo em Pista Coberta de 2008 - Revezamento 4x400 m feminino
A competição dos 4 x 400 metros estafetas feminino do Campeonato Mundial de Atletismo em Pista Coberta de 2008, foi disputado no Palácio-Velódromo Luis Puig, em Valência.

## Medalhistas
| Ouro                                                                         | Prata                                                                            | Bronze                                                                               |
| Rússia · Yulia Gushchina · Tatyana Levina · Natalya Nazarova · Olesya Zykina | Bielorrússia · Anna Kozak · Iryna Khliustava · Sviatlana Usovich · Ilona Usovich | Estados Unidos · Angel Perkins · Miriam Barnes · Shareese Woods · Moushaumi Robinson |

## Resultados

### Final
| Colocação         | Faixa                                                                       | Nacionalidade  | Tempo      | Tempo de reação |
| ----------------- | --------------------------------------------------------------------------- | -------------- | ---------- | --------------- |
| Medalha de ouro   | 5                                                                           | Rússia         | 3:28.17 WL | 0.262           |
| Medalha de ouro   | Yulia Gushchina, Tatyana Levina, Natalya Nazarova, Olesya Zykina            |                |            |                 |
| Medalha de prata  | 6                                                                           | Bielorrússia   | 3:28.90 SB | 0.288           |
| Medalha de prata  | Anna Kozak, Iryna Khliustava, Sviatlana Usovich, Ilona Usovich              |                |            |                 |
| Medalha de bronze | 4                                                                           | Estados Unidos | 3:29.30 SB | 0.279           |
| Medalha de bronze | Angel Perkins, Miriam Barnes, Shareese Woods, Moushaumi Robinson            |                |            |                 |
| 4                 | 2                                                                           | Chéquia        | 3:34.53 SB | 0.277           |
| 4                 | Zuzana Bergrová, Denisa Ščerbová, Jitka Bartoničková, Zuzana Hejnová        |                |            |                 |
| 5                 | 1                                                                           | Roménia        | 3:36.79 SB | 0.237           |
| 5                 | Anamaria Ioniţă, Iuliana Popescu, Elena Mirela Lavric, Angela Moroşanu      |                |            |                 |
| 6                 | 3                                                                           | Polónia        | 3:36.97    | 0.373           |
| 6                 | Agnieszka Karpiesiuk, Ewelina Sętowska-Dryk, Jolanta Wójcik, Bożena Łukasik |                |            |                 |

Legenda
| Recorde mundial       | Recorde mundial (World record)               |                       | Recorde africano                      | Recorde africano (African) |                                           | Q | Classificado por posição (Qualified) |
| Recorde do campeonato | Recorde do campeonato (Championship record)  | Recorde da América    | Recorde da América (Americas)         | q                          | Classificado por melhor tempo (Qualified) |   |                                      |
| Melhor marca do ano   | Melhor marca do ano (World leading)          | Recorde asiático      | Recorde asiático (Asian)              | DNS                        | Não largou (Did not start)                |   |                                      |
| Recorde nacional      | Recorde nacional (National record)           | Recorde europeu       | Recorde europeu (European)            | DNF                        | Não terminou (Did not finish)             |   |                                      |
| Recorde pessoal       | Recorde pessoal do atleta (Personal best)    | Recorde da Oceania    | Recorde da Oceania (Oceania)          | DSQ / DQ                   | Desclassificado (Disqualified)            |   |                                      |
| Recorde da temporada  | Recorde da temporada do atleta (Season best) | Recorde sul-americano | Recorde sul-americano (South America) | NM                         | Sem marca (No mark)                       |   |                                      |